# Vita Pavlyš
Viktorija Anatoliïvna Pavlyš, detta Vita (in ucraino Вікторія Анатоліївна "Віта" Павлиш ?; Charkiv, 15 gennaio 1969), è un'ex pesista ucraina, due volte campionessa europea (1994, 1998) ed una volta campionessa mondiale indoor (1997).
Dopo aver vinto l'oro ai Mondiali indoor del 1999 nel getto del peso è stata trovata positiva ad un test antidoping e ha subito una squalifica di due anni dalle competizioni e il ritiro del titolo.
Nel 2004 dopo aver vinto un altro titolo mondiale indoor a Budapest è stata trovata per l'ennesima volta positiva ad un test antidoping e squalificata a vita dalle competizioni.

## Palmarès
| Anno | Manifestazione   | Sede              | Evento         | Risultato | Misura  | Note                                                                               |
| ---- | ---------------- | ----------------- | -------------- | --------- | ------- | ---------------------------------------------------------------------------------- |
| 1987 | Europei juniores | Birmingham        | Getto del peso | 6ª        | 15,05 m |                                                                                    |
| 1992 | Olimpiadi        | Barcellona        | Getto del peso | 8ª        | 18,69 m | Miglior prestazione personale                                                      |
| 1993 | Mondiali         | Stoccarda         | Getto del peso | 15ª       | 18,00 m |                                                                                    |
| 1994 | Europei          | Helsinki          | Getto del peso | Oro       | 19,61 m |                                                                                    |
| 1995 | Mondiali         | Göteborg          | Getto del peso | 11ª       | 17,97 m |                                                                                    |
| 1996 | Olimpiadi        | Atlanta           | Getto del peso | 4ª        | 19,30 m | Miglior prestazione personale                                                      |
| 1997 | Mondiali indoor  | Parigi            | Getto del peso | Oro       | 20,00 m |                                                                                    |
| 1997 | Mondiali         | Atene             | Getto del peso | Argento   | 20,66 m |                                                                                    |
| 1998 | Europei indoor   | Valencia          | Getto del peso | Argento   | 20,00 m |                                                                                    |
| 1998 | Europei          | Budapest          | Getto del peso | Oro       | 21,69 m | Record nazionale · Record dei campionati · Miglior prestazione mondiale stagionale |
| 1999 | Mondiali indoor  | Maebashi          | Getto del peso | dq        | dq      |                                                                                    |
| 2001 | Mondiali         | Edmonton          | Getto del peso | Bronzo    | 19,41 m |                                                                                    |
| 2002 | Europei indoor   | Vienna            | Getto del peso | Oro       | 19,76 m |                                                                                    |
| 2002 | Europei          | Monaco di Baviera | Getto del peso | Argento   | 20,02 m |                                                                                    |
| 2003 | Mondiali indoor  | Birmingham        | Getto del peso | 4ª        | 19,73 m |                                                                                    |
| 2003 | Mondiali         | Parigi            | Getto del peso | Bronzo    | 20,08 m | Miglior prestazione personale stagionale                                           |
| 2004 | Mondiali indoor  | Budapest          | Getto del peso | dq        | dq      |                                                                                    |